# Desa Hegarsari (administrativ by i Indonesien, lat -7,09, long 107,89)
Desa Hegarsari är en administrativ by i Indonesien.   Den ligger i provinsen Jawa Barat, i den västra delen av landet, 150 km sydost om huvudstaden Jakarta.